# Thérèse Ngono Etoundi
Thérèse Ngono Etoundi, née en 1975, est une athlète camerounaise spécialiste des épreuves marathon.

## Biographie
Therèse Ngono Etoundi est une spécialiste de course longue distante 1500 m, 5000 m, 10000 m et du marathon,,. En avril 2008, elle gagne pour la deuxième fois consécutive la course féminine de Yaoundé (cofey). La même année, elle participe à la 16ème édition du championnat d’Afrique qui se déroule du 30 avril au 4 mai 2008 à Addis-Abeba en Éthiopie, au moment que sa compatriote Françoise Mbango. Lors de la finale du 5000 m, Therèse Ngono Etoundi s’incline à la 8e position sur les 11 concurrentes de départ. Elle termine la course avec un temps de 17 min 44 s 38.
Lors du championnat national d'athlétisme interclubs de 2008 qui se déroule stade Ahmadou-Ahidjo à Yaoundé, l'athlète camerounaise décroche à domicile le record du 5000 m dame. Ce record, alors détenu par Florence Njeppe depuis 1996, s'est vu amélioré de 24 secondes grâce à la performance de 16 min 23 s 4 de Therèse Ngono Etoundi.
En 2014, Therèse Ngono Etoundi participe à la 38e édition du marathon de Paris où elle obtient la 47e place.

## Palmarès
Palmarès international
| Date | Compétition                                  | Lieu | Résultat | Épreuve | Temps       |
| ---- | -------------------------------------------- | ---- | -------- | ------- | ----------- |
| 2009 | Jeux de la fancophonie                       |      | 3e       | 5000 m  | 16 m 31s 08 |
| 1999 | Championnats d'Afrique centrale d'athlétisme |      | 1er      | 1500 m  | 4 m 40 s 4  |
| 1999 | Championnats d'Afrique centrale d'athlétisme |      | 3e       | 800 m   | 2 m 12 s 9  |

Palmarès national
| Date | Compétition                           | Lieu     | Résultat | Épreuve | Temps         |
| 2010 | Championnats du Cameroun d'athlétisme | Cameroun | 1er      | 5000 m  | 17 m 19 s 3   |
| 2010 | Championnats du Cameroun d'athlétisme | Cameroun | 1er      | 10000 m | 37 min 34 s 8 |
| 2009 | Championnats du Cameroun d'athlétisme | Cameroun | 1er      | 5000 m  | 16 m 47 s 8   |
| 1999 | Championnats du Cameroun d'athlétisme | Cameroun | 1er      | 1500 m  | 4 m 38 s 3    |
| 1999 | Championnats du Cameroun d'athlétisme | Cameroun | 1er      | 800 m   | 2 m 11 s 9    |

## Records
Record personnel
| Épreuve | Record         | Date           | Compétition                                  | Lieu     |
| ------- | -------------- | -------------- | -------------------------------------------- | -------- |
| 5000 m  | 16 min 23 s 47 | 2008           | Championnat national d'athlétisme interclubs | Yaoundé  |
| 5000 m  | 16 min 31 s 08 | 5 octobre 2009 | Jeux de la francophonie                      | Beyrouth |
| 10 Km   | 29 min 42 s    | Avril 2008     | Course féminine de Yaoundé (Cofey)           | Yaoundé  |